# جبله ال يحي (الملاح)

تعديل مصدري - تعديل

جبله ال يحي هي إحدى قرى عزلة الملاح بمديرية الملاح التابعة لمحافظة لحج، بلغ تعداد سكانها 155 نسمة حسب تعداد اليمن لعام 2004.